# 邮政编码

各地邮政编码类型：
纯數字：
3位
4位
5位
6位
7位
8位
9位
10位
字母与数字混合：
6位
7位
8位
未使用邮政编码：

邮政编码（英語：postal code），中國大陸稱郵政編碼，香港稱郵區編號，是为达到邮件分拣自动化和邮政网络数字化，加快邮件传递速度，而把全国划分的编码方式。郵區編號制度已成为衡量通信技术和邮政服务水准的标准之一。郵遞區號最早由烏克蘭發明、於1932年12月啟用，但在第三年被放棄使用，后来德國将其再次採用。
大多數郵政系統使用郵遞區號，但有少數例外。巴拿馬、牙買加和香港不使用郵遞區號，紐西蘭只在投寄大量郵件時才使用。一些網站必須輸入郵遞區號，如果居住地根本沒有使用，可以填寫00000。
許多郵遞區號是用數字，但如英國及加拿大也有使用羅馬字及數字混用編碼，使用數字編號的位數也各有不同，如美國使用5或9位數字，墨西哥使用5位數字，澳大利亞使用4位數字，印度使用6位數字。編碼格式最為複雜的為英國。

## 各地郵遞區號

### 阿根廷
阿根廷編號為7個字，稱為CPA，是的縮寫。其中第一個字母為省代碼，接下來4位數字表郵區，後接3個字母表建築物區面。例如B1636FDA，其中B為省代碼，1636是郵區碼，FDA表建築物區面。其中省代碼如下
- C：Capital Federal（聯邦首都區）
- B：Buenos Aires（布宜諾斯艾利斯省）
- K：Catamarca（卡塔馬卡省）
- H：Chaco（查科省）
- U：Chubut（丘布特省）
- X：Córdoba（科爾多瓦省）
- W：Corrientes（科連特斯省）
- E：Entre Ríos（恩特雷里奧斯省）
- P：Formosa（福爾摩沙省）
- Y：Jujuy（胡胡伊省）
- L：La Pampa（拉潘帕省）
- F：La Rioja（拉里奧哈省）
- M：Mendoza（門多薩省）
- N：Misiones（米西奧內斯省）
- Q：Neuquén（內烏肯省）
- R：Río Negro（內格羅河省）
- A：Salta（薩爾塔省）
- J：San Juan（聖胡安省）
- D：San Luis（聖路易省）
- Z：Santa Cruz（聖克魯斯省）
- S：Santa Fe（聖菲省）
- G：Santiagodel Estero（聖地亞哥-德爾埃斯特羅省）
- V：Tierra del Fuego（火地省）
- T：Tucumán（圖庫曼省）

### 澳洲
澳洲郵區編號為4位數字，因為澳洲中部為無人（或少人）居住的沙漠，所以有些部分郵區編號跨越2個州。

### 加拿大
加拿大的郵區編號為3加3共6個字的拉丁字母及數字混用編號，書寫時前3字和後3字通常以空白分開，其中奇數位（第1字、第3字、第5字）為英文A-Z字母，偶數位（第2字、第4字、第6字）為阿拉伯數字0-9。例如“V0T 1H0”。

### 中國大陸
中国大陸的郵區編號采用4级6位编码制，首2位表示省、市、自治区，第3位代表邮区，第4位代表县、市，最后2位代表投递邮局。此編碼不適用於均有各自的郵政機關的香港、澳門，且香港和澳門未使用郵政編碼。

### 香港
目前香港政府決定香港內部繼續不用郵政編碼系統。在實際操作中，從國外寄香港的國際郵件，只需要在信封上的詳細地址最後一行寫上英文「HONG KONG」即可，而根據香港郵政的建議，填寫香港收件地址的郵遞編號時，可以將郵遞編號一欄留白，無需寫上郵政編碼，或者以「000」、「000000」或者「HKG」代替。對中國大陸而言，也只需按照国际和港澳台信件格式书写地址，标明收信人地址为“香港”即可。

### 捷克
捷克的郵區編號為5碼數字編號。

### 法國
法国的郵區編號始于1972年，共5个数字：首2位代表省，后3位分别代表城市、地区和邮政分局。比如北部省的阿斯克新城，邮编是59650，59是北部省的区号，其首府里爾的邮编是59000。

### 印度
印度郵區編號稱作“Pincode”（Post Index Number Code），為6位數字編號。

### 義大利
義大利的郵區編號稱作，為5碼數字編號。

### 日本
自1968年7月1日開始，日本使用3至5位數字作郵區編號（郵便番号），如「新東京郵便局」（137）、「東京国際郵便局」（100-31）。1998年2月2日開始改為7位數字，例如「137-8799」，舊有的3位數字編號要加上「-8799」，5位數字則在尾後加上「99」。
在日本，邮政编码前面會加上郵便記號「〒」，例如〒137-8799。

### 馬來西亞
马来西亚的邮政编码由法国邮政协助研发，共5个数字。其中首2位代表州、城市或几个县，后3位则为投递邮局。比如大山脚邮编是14000，14是威中县东部和威南县的区号，而使用X9XXX通常为新兴城镇或旅游胜地、如浮罗交怡、云顶高原、依斯干达公主城等。政府机构和信箱则有各自的邮编。

### 墨西哥
墨西哥郵區編號為5位數字，西班牙文稱為“Código Postal”。

### 新加坡
新加坡的邮政编码为6位编码，前两位对应邮区（全国分为28个邮区），每个邮区可能有2个到6个这样的2位数号码，第3位对应一条路或一个小的街区。政府组屋通常由大牌号表示其地址，邮政编码的后3位通常即是大牌号。对于没有大牌号的地址，根据邮政编码，通常可以精确定位到一幢建筑。

### 西班牙
西班牙郵區編號為5位數字，西班牙文稱為，縮寫成。

### 瑞典
瑞典自1968年5月12日起使用代表地理位置的5個數字來分類郵件。10-19開首的編號屬於斯德哥爾摩；其他開首的編號中，較大的數字表示較北的城市。
書寫瑞典地址時，第一行是收件人姓名，第二行是（城市內的）街名和街號或（不在城市內的）房屋名字和號碼，第三行是郵區編號和地區名稱（城市或小村落）。
典型的地位是這樣的：
Erik Svensson（收件人姓名）
Solrosstigen 1a（街道和街號）
123 45 STAD（郵區編號、城市）
| 首碼 | 區域                                                                               | 擁有專屬首兩碼的城市                                 |
| ---- | ---------------------------------------------------------------------------------- | ---------------------------------------------------- |
| 1    | 斯德哥爾摩省的部份                                                                 | 斯德哥爾摩（10–11和其他零散的小範圍）                |
| 2    | 斯科訥省、克魯努貝里省的部份、布萊金厄省的部份                                     | 馬爾默（20–21）、隆德（22）、赫爾辛堡（25）          |
| 3    | 延雪平省的部份、克魯努貝里省的部份、卡爾馬省的部份、布萊金厄省的部份、哈蘭省的部份 | 哈爾姆斯塔德（30）、韋克舍（35）、卡爾馬（39）       |
| 4    | 西約塔蘭省的部份、哈蘭省的部份                                                     | 哥德堡（40–41）                                      |
| 5    | 東約特蘭省的部份、延雪平省的部份、卡爾馬省的部份、西約塔蘭省的部份                 | 布羅斯（50）、延雪平（55）、林雪平（58）             |
| 6    | 南曼蘭省、哥特蘭省、韋姆蘭省、東約特蘭省的部份、西約塔蘭省的部份、厄勒布魯省的部份 | 北雪平（60）、埃斯基爾斯蒂納（63）、卡爾斯塔德（65） |
| 7    | 烏普薩拉省、西曼蘭省、達拉納省、斯德哥爾摩省的部份、厄勒布魯省的部份               | 厄勒布魯（70）、韋斯特羅斯（72）、烏普薩拉（75）     |
| 8    | 耶夫勒堡省、西諾爾蘭省、耶姆特蘭省                                                 | 耶夫勒（80）、松茲瓦爾（85）                         |
| 9    | 西博滕省、北博滕省                                                                 | 默奧（90）、呂勒奧（97）                             |

### 台灣
台灣的郵區編號過去採行3+2制度，2020年3月3日起為改善投遞效率，將郵遞區號改為3+3碼。前3碼為臺灣368個鄉鎮市區專用碼（新竹市與嘉義市其下雖有分區，但郵區編號不分碼），加上南海諸島東沙、南沙（以上兩區皆隸屬高雄市旗津區管轄）及釣魚臺列嶼（臺灣將該島劃為宜蘭縣頭城鎮的行政區），後3碼為大量用戶專用碼或是投遞責任區碼。普通寫前3碼即可，例如新竹市為300，若完整書寫郵遞區號可加快郵件遞送速度。大部分地區的房屋門牌有註明所在地鄉、鎮、市、區名及其郵區編號，例外如臺北市全市門牌無標示區名和郵區編號。中華郵政建議在國内直式標準信封背面加印郵區編號一覽表，以便查閱。除臺北市及其他省轄市地址有時不寫區名外（例如臺北市中正區中山南路簡為臺北市中山南路），郵政單位仍建議各市地址應寫區名及郵區編號，以減少查閱及分揀的麻煩。
臺、澎、金、馬的大郵遞區（3+3碼最左邊的一碼）如下：
1. 臺北市
2. 基隆市、新北市、宜蘭縣、連江縣（馬祖）、釣魚臺列嶼
3. 新竹市、新竹縣、桃園市、苗栗縣
4. 臺中市
5. 彰化縣、南投縣
6. 嘉義市、嘉義縣、雲林縣
7. 臺南市
8. 高雄市、澎湖縣、南海諸島、金門縣
9. 屏東縣、臺東縣、花蓮縣

### 英國
英國郵區編號稱為「Postcode」，為英文字及數字混用編碼。

### 美國
美國郵遞區號（ZIP Code）是美國郵政使用的一種郵區編號，一般常以大寫「ZIP」表示。

## 外部連結
- 聯合郵政聯盟會員國郵遞地址規格 Portuguese Web Archive的存檔，存档日期2009-07-24（英文）
- 聯合郵政聯盟各會員國郵遞编碼查詢網址 （页面存档备份，存于）（英文）

### 各地郵政編碼查詢
- 中華郵政郵遞區號查詢 （页面存档备份，存于）（臺灣）
  - 中華郵政郵遞區號下載
- 中国邮政编码查询 （页面存档备份，存于）（中国大陸）
- 加拿大郵局郵遞编碼查詢 （页面存档备份，存于）（英文）
  - 加拿大郵局郵遞编碼查詢 （页面存档备份，存于）（法文）
  - 加拿大郵局郵遞编碼分區地圖下載 （页面存档备份，存于）
- 澳大利亞郵局郵遞编碼查詢及資料庫下載
- 西班牙郵局郵遞编碼（Códigos Postales）查詢 （页面存档备份，存于）（英文）
- 西班牙郵局郵遞编碼（Códigos Postales）查詢 （页面存档备份，存于）（西班牙文）
- 印度郵局郵遞编碼（PINCODE）分區 （页面存档备份，存于）
  - 印度郵局郵遞编碼（PINCODE）分區地圖 （页面存档备份，存于）
- 英國皇家郵局郵遞區號查詢[永久]
- 墨西哥郵局郵遞编碼（Código Postal）查詢及資料庫下載 （页面存档备份，存于）
- 義大利郵局郵遞编碼（CAP）查詢 （页面存档备份，存于）
- 捷克郵局郵遞编碼查詢 （页面存档备份，存于）
- 日本郵便郵便番号查詢 （页面存档备份，存于）
- 阿根廷郵局CPA查詢 （页面存档备份，存于）（西班牙文）